# Gachas
Las gachas son un plato que se elabora cociendo granos de avena (normalmente molidos, aunque también machacados, cortados o en  forma de harina de avena) u otros cereales o legumbres en agua, leche o una mezcla de ambas. Suelen servirse calientes en un cuenco o plato.
Otros platos hechos con granos cocidos en agua, que también pueden describirse como gachas, reciben con mayor frecuencia nombres regionales, como polenta o grits (este último, una preparación tradicional en todo el sur de Estados Unidos proveniente de los pueblos originarios), y se preparan y sirven según las diferentes tradiciones locales. Las gachas de avena y sémola son las variedades más populares en muchos países, si bien se emplean también otros cereales, como el arroz, el trigo, la cebada y el maíz, e incluso legumbres, como el áfaca. El gruel es parecido a las gachas pero resulta más una bebida, al ser su consistencia muy clara y hacerse con agua. Se servía en las workhouses victorianas como comida normal.

## Historia
Las gachas fueron una comida tradicional en gran parte del norte de Europa  y Rusia desde la antigüedad. La cebada era el grano usado habitualmente, aunque podían utilizarse otros cereales o áfaca, según las condiciones locales. Eran principalmente un plato salado, con diversas carnes, raíces, verduras y hierbas añadidas como condimentos. Las gachas podían cocinarse en un caldero metálico grande sobre carbón, o calentarse en un recipiente de barro más barato añadiendo piedras calientes hasta que hervían. Hasta que el pan con levadura y los hornos para cocerlo se hicieron comunes en Europa, las gachas fueron la forma típica de preparar cereales. También se usaron habitualmente como comida para los reclusos de las cárceles británicas, por lo que «hacer gachas» (doing porridge) se convirtió en sinónimo de una condena de cárcel. En la cocina española puede verse cómo, durante el periodo de al-Ándalus, el autor Ibn Razin al-Tuyibi en su libro de recetas incluye un capítulo sobre el tema. Posteriormente, otros autores incluyeron capítulos de gachas en sus tratados culinarios, como Martino da Como (Liber de arte coquinaria). Las gachas manchegas se han hecho tradicionalmente con harina de almortas (Lathyrus sativus), pero su consumo está restringido en la actualidad porque el abuso de esta harina produce la enfermedad llamada latirosis o latirismo. 
En muchas culturas modernas, las gachas se toman como desayuno, añadiéndoles a menudo azúcar, leche o nata, pero para el desayuno tradicional escocés se hacen con sal. Algunos fabricantes de cereales para desayuno venden versiones listas para tomar. Las gachas son una de las formas más fáciles de digerir cereales o legumbres, y se usan tradicionalmente en muchas culturas como comida para alimentar a los enfermos. También suelen ser consumidas por deportistas.

## Variantes

### Gachas de avena
Conocidas simplemente como porridge (‘gachas’) en el Reino Unido, Australia, Irlanda, Nueva Zelanda y Canadá, y como oatmeal (‘harina de avena’) u oatmeal mush (‘puré de harina de avena’) en Estados Unidos. Son también un desayuno tradicional en Escandinavia e Islandia, y se llaman havregrød en Dinamarca, havregrynsgröt en Suecia, havregrøt en Noruega, hafragrautur en Islandia y kaurapuuro en Finlandia. Se han hallado gachas de avena en los estómagos de cuerpos conservados de seres humanos del Neolítico en el centro de Europa y Escandinavia. Algunas variedades de las gachas de avena son:
- Steel-cut oat porridge, gachas de avena cortada a cuchillo, habituales en Escocia, la Isla de Man e Irlanda. A menudo se dejan remojar toda la noche.
- Rolled oats porridge, gachas de copos de avena.
- Groats, gachas hechas con grano sin procesar.
- Zacierka, un desayuno tradicional polaco hecho con leche caliente y, a veces, azúcar y mantequilla.
- Mingau de aveia (avena hervida en leche), un desayuno o guarnición brasileño.
- Yod kerc'h, una papilla de avena salada tradicional en Bretaña (Francia).
- Mazamorra, un plato con diferentes contenidos consumido en Colombia, Argentina y España

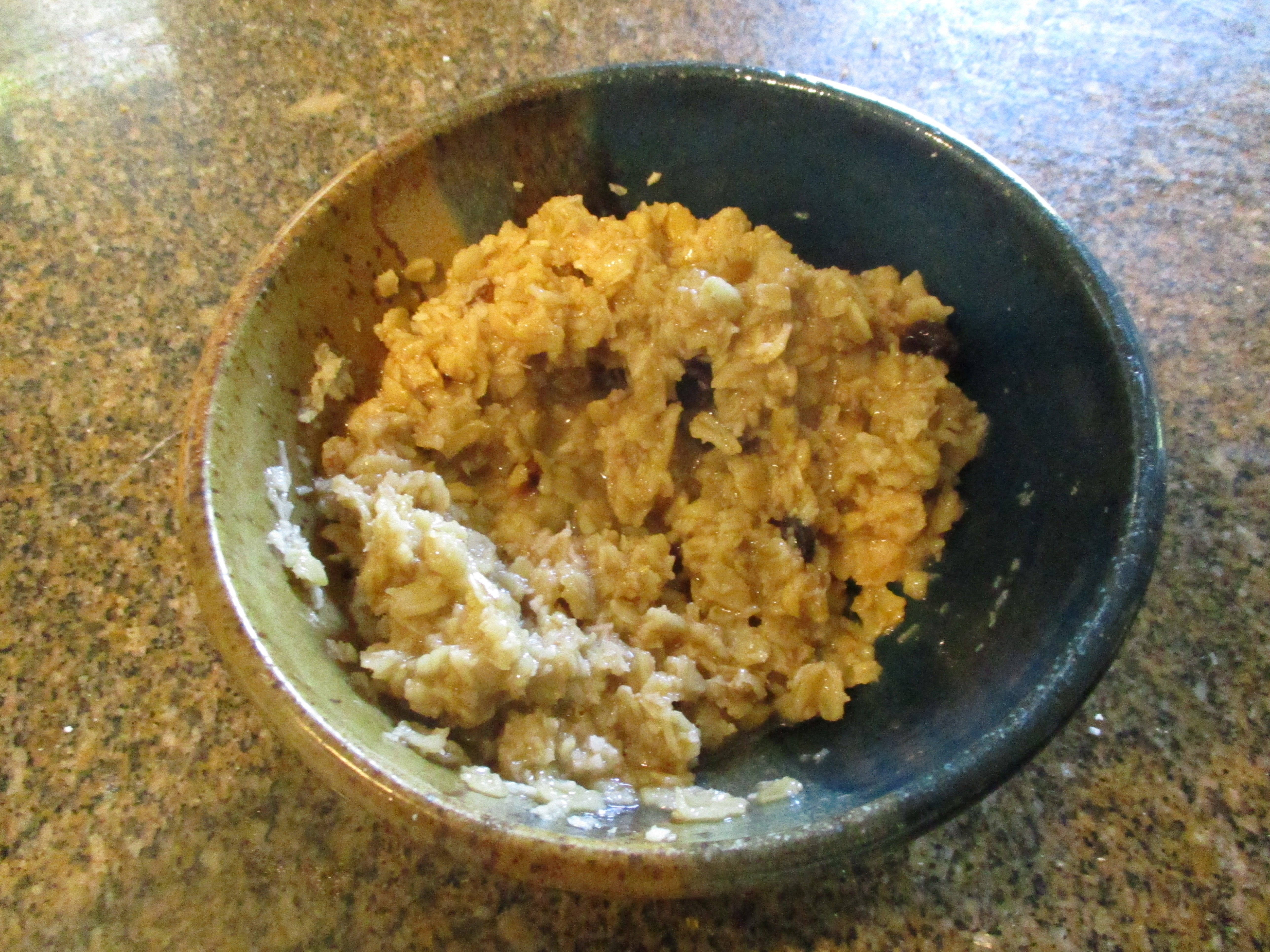
Copos de avena con pasas sultanas, mantequilla, nueces picadas, canela, azúcar moreno y coco rallado.

### Gachas de maíz
- Grits, ground hominy, habitual en el sur de Estados Unidos, servidas tradicionalmente con mantequilla, sal y pimienta.
- Atole (México), una bebida elaborada cociendo harina de maíz en agua o leche y canela. También suele hacerse con avena.
- Gofio (Islas Canarias), harina de maíz tostada con la que a veces se elaboran gachas.
- Polenta (Italia).
- Dalia o daliya (India).
- Kachamak (Turquía).
- Mămăligă (Rumanía).
- Champurrado o atole de chocolate (México), con azúcar, leche y chocolate. En las Filipinas, se llama champorado y suele ser de arroz con azúcar, leche y chocolate.

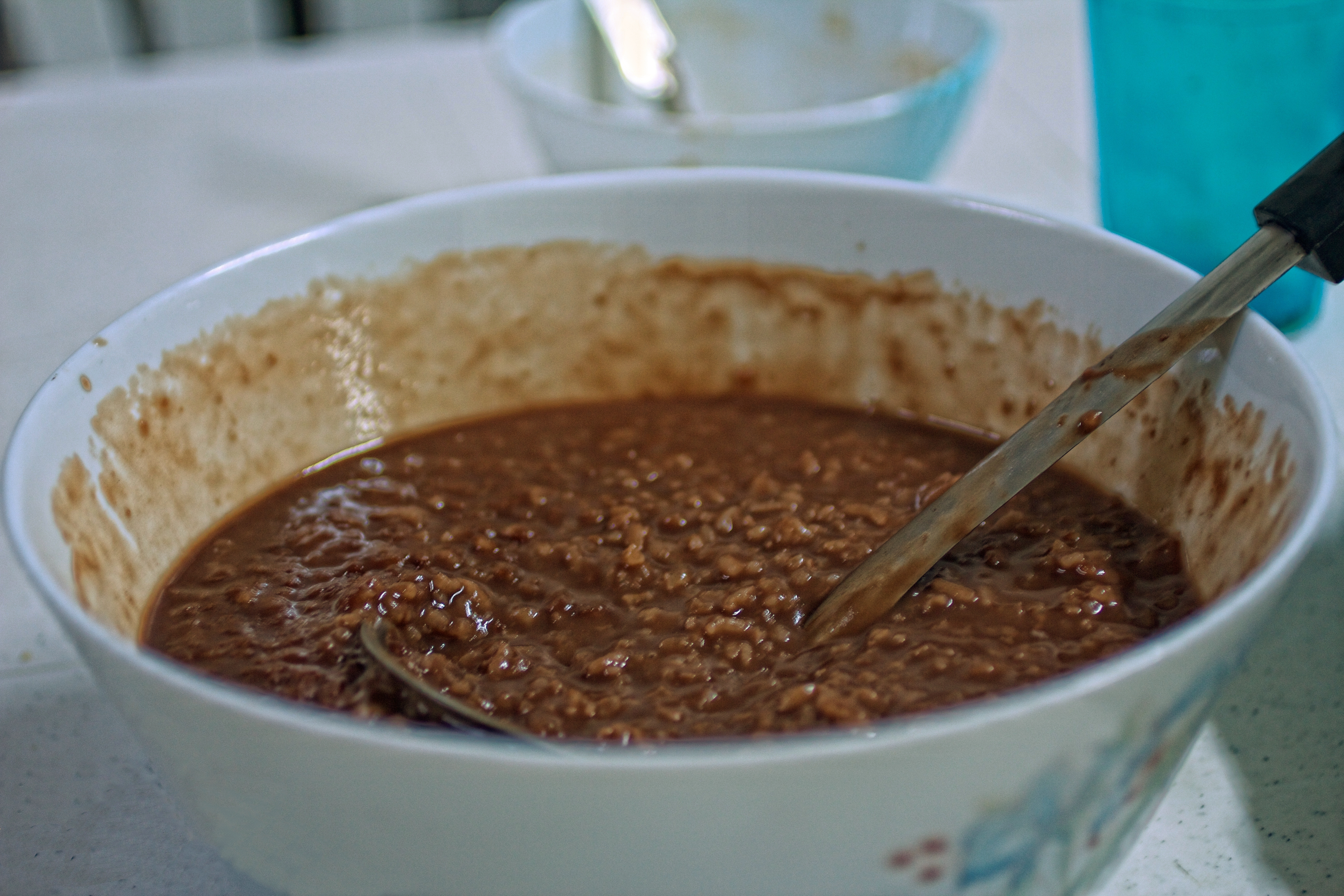
Champurrado, plato dulce de Filipinas

- Las gachas de Almería se suelen hacer con maíz, llamadas localmente panizo.[4]
- Cornmeal mush (‘puré de harina de maíz’), plato tradicional de los estados atlánticos del sur y el centro de Estados Unidos.
- Uji (África Oriental-Kenia), gachas espesas hechas comúnmente con harina de maíz mezclada con sorgo y muchas otras harinas diferentes, con leche o mantequilla y azúcar o sal. El ugali, un plato más sólido, se elabora con harina de maíz, igualmente mezclada a menudo con otras. Estos dos platos, bajo otros nombres, son alimentos básicos en gran parte del continente africano: pap (Sudáfrica), sadza (Zimbabue), nshima (Zambia), tuwo u ogi (Nigeria), etcétera.
- Phutu[5] (Sudáfrica): unas gachas tradicionales bantúes que se suele comer con frijoles, carne o gravy) y que está hecha de mielie-meal.
- Pease pudding (‘budín campesino’) o peasemeal (‘comida campesina’), hecho de guisantes secos y tradicionales de Inglaterra y Escocia.
- Maicena con leche (Chile), papilla hecha con Maicena y azúcar disueltos en leche hirviendo.
- Rubaboo, hecho con maíz y guisantes secos y grasa animal; fue un alimento básico de los voyageurs.
- Gachas de patata, comidas en Noruega. Es una pasta espesa, casi sólida, hecha de patata cocida mezclada con leche y cebada.
- Tsampa, una harina tostada, normalmente de cebada, comida en el Tíbet, a menudo mezclada con té y mantequilla.

### Gachas detrigo
- Cream of Wheat (‘crema de trigo’) o Farina.
- Dalia, unas gachas simples hechas con trigo roto. Es un desayuno habitual en el norte de la India. Se cocinan con leche o agua y se comen con sal o azúcar añadida.
- Frumenty, gachas de trigo hervido comido desde la época romana, a veces con fruta o carne añadida.
- Gachas de crema agria (Noruega), hechas con harina de trigo cocida en crema agria con una textura muy suave y ligeramente líquida. Se sirven con azúcar, canela, carne curada o incluso huevo duro según las costumbres locales.
- Gachas terciopelos o con mantequilla (Noruega): consisten en una generosa cantidad de roux hecho de harina de trigo y mantequilla, añadiendo leche hasta que puede servirse como unas gachas espesas.
- Harina dorada (Chile), papilla preparada tostando harina de trigo a la plancha y mezclándola posteriormente con chancaca y leche entera.
- Mannapuuro (Finlandia), postre tradicional elaborado con sémola.
- Sémola con leche (Chile), papilla de sémola hervida en leche con azúcar y especias dulces.
- Ulpo (Chile), harina de trigo tostado mezclada con azúcar y leche o agua.
  - Leche empalomada, variante del ulpo donde se utiliza una mayor proporción de leche  y la harina tostada se mezcla de manera menos uniforme para que se formen las "palomas", grumos que flotan en la superficie de la preparación.
- Upma, gachas de sémola frita tradicionales en el sur de la India, condimentadas con ghi (mantequilla clarificada), cebolla frita, granos de mostaza tostados y hojas de curry, acompañadas a menudo con verduras u otros ingredientes, como patatas, guindillas secas y fritas, coliflor frita y cacahuetes o anacardos tostados.
- Wheatena, marca comercial para las gachas de trigo integral.

### Gachas dearroz

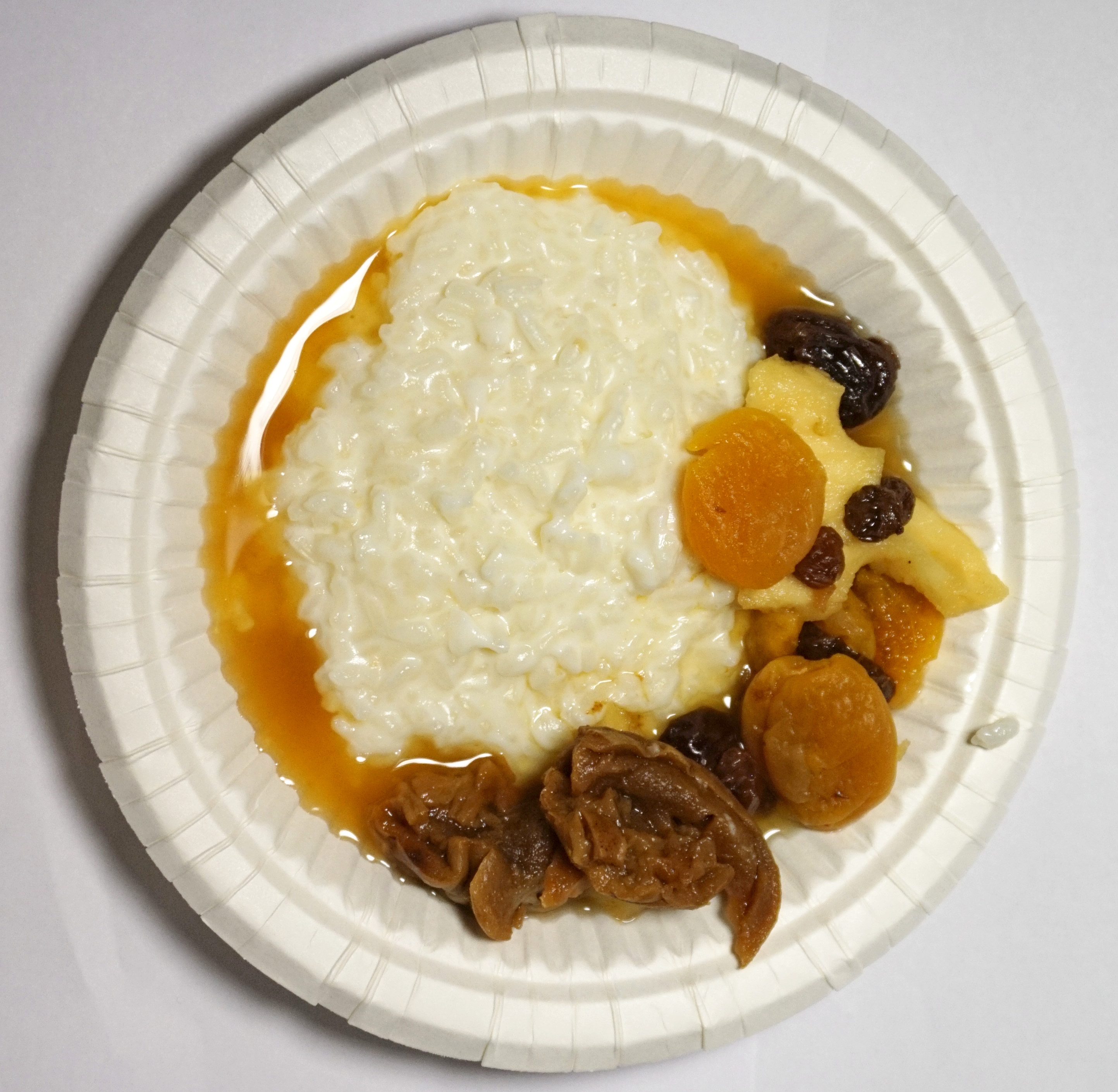
Porridge de arroz con sopa de mezcla de frutas (Finlandia).

- Arroz con leche, arroz hervido en leche con especias dulces y azúcar.
- Rizogalo (Grecia), gachas de arroz tradicionales cocidas en leche de cabra u oveja y espolvoreadas con canela para servirlas.
- Cream of Rice, una marca estadounidense de gachas de arroz, cocidas en leche o agua con azúcar o sal.
- Congee, un plato de arroz cocido común en el este, sureste y sur de Asia:
- Congee chino, que puede servirse con huevo centenario, huevo de pato en salazón, cerdo, cilantro, fideos wonton fritos o you tiao (tiras de masa frita).
- Las gachas Meiling (Meiling zhou 美齡粥) a base de arroz, ñame y leche de soja, llamadas así por Soong Mei-ling, son un plato clásico de Nanjing..[6]
- Bubur (Indonesia y Malasia), del que existen muchas variantes regionales, como el bubur sumsum, hecho con harina de arroz cocida con leche de coco y servida con salsa de azúcar de palma, o el bubur menado, gachas de arroz mezcladas con varias verduras y tomadas con pescado salado frito y salsa picante (sambal).
- Kayu (Japón), con sal y cebolleta.
- Juk (죽, Corea), con marisco, piñones, setas, etcétera.
- Kao dom (Tailandia), con cilantro, huevos de pato en conserva, salsa de pescado, pimiento chile en tiras, brotes de mostaza encurtidos o repollo en salazón, escamas de pimiento rojo, etcétera.
- Cháo (Vietnam), con  arroz, agua, caldo de ternera (cháo bò) o de pollo (cháo gà), jengibre, salsa de pescado, y servido a menudo con cebolleta, ensalada de repollo y palitos de pan frito.
- Lugaw o arroz caldo (Filipinas), con azafrán, jengibre y a veces carne. Otros ingredientes menos comunes son el huevo duro, el pimiento, la guindilla, el puto, el lumpiang toge, el tofu, la salsa de pescado, la salsa calamansi, el toyo y la cebolleta. Es un plato callejero habitual.
- Diversas variedades de arroz con leche endulzado, que suelen condimentarse con mantequilla y especias como la canela. En los países nórdicos es un desayuno tradicional navideño.

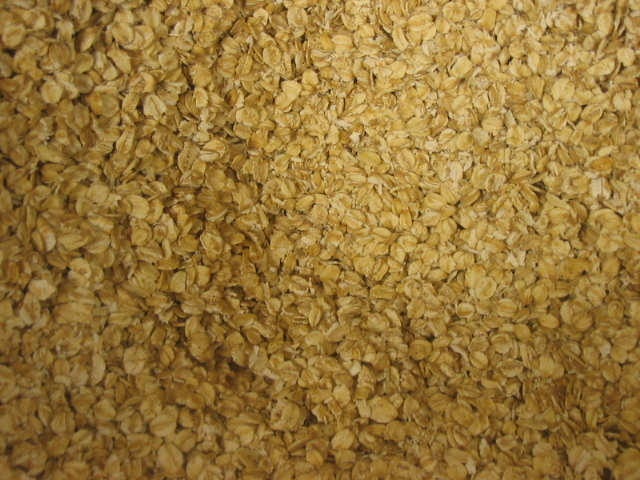
Gachas antes de ser cocidas.

### Gachas dealforfón
Hechas con harina de alforfón en mantequilla o yogur. Son consumidas por grupos étnicos minoritarios en Rusia, siendo el yogur más habitual en el Cáucaso. Los granos de alforfón tostados también pueden cocerse en leche o agua, añadiéndose luego azúcar para obtener un desayuno popular ruso.

### Gachas dequinoa
- Quinoa de carretilla, Perú. Gachas de quinoa aromatizado con cáscaras de manzanas, cáscaras de piña, canela y clavos de olor. Disuelta en fécula de papa con trozos de fruta.

### Gachas demijo
- Oshifima u otjifima, unas gachas de mijo perla que son un alimento básico del norte de Namibia.
- Gachas de mijo (Oriente Medio), a menudo condimentadas con comino y miel.
- Munchiro sayo, típicas de la gastronomía ainu (norte de Japón).
- Milium in aqua, unas gachas de mijo hechas con leche de cabra que se comían en la Antigua Roma.[7]

### Gachas desorgo
- Tolegi, almuerzo típico del verano en Nueva Guinea.
- Ogi o Tuwo (Nigeria), que también pueden hacerse con maíz.
- Mabela,  consumido típicamente en el desayuno en Sudáfrica y Zimbabue.

### Gachas decenteno
- Rugmelsgrød (Dinamarca), una cena tradicional de la isla de Bornholm, hechas con centeno y agua.
- Ruispuuro (Finlandia), desayuno tradicional.
- Gachas de lino, servidas a menudo como parte de una mezcla con trigo y centeno.

### Otros tipos

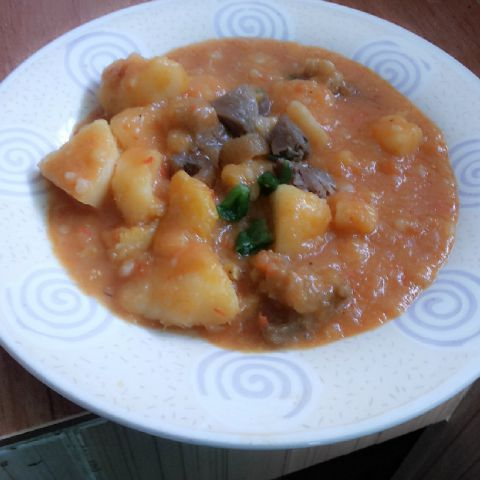
Porridge de ñame con carne de vacuno y pimienta verde, de Nigeria.

- Gachas de almorta, elaboradas con harina de esta legumbre. Son especialmente famosas las gachas manchegas, con esta base.
- El ‘’genfo’’ es una papilla etíope espesa que se elabora tostando, moliendo y cocinando cualquier combinación de avena etíope, trigo, cebada, sorgo, mijo, maíz, garbanzos, guisantes amarillos, soja o bulla, el almidón de la raíz del falso plátano; tradicionalmente se come en el desayuno con una cucharada de mantequilla clarificada especiada (kibe) o con aceite y una mezcla de especias picantes (berbere) o con yogur. Para quienes pueden permitírselo, es una preparación festiva o un plato de desayuno dominical y suele darse a las embarazadas y a las mujeres después del parto para recuperar la salud y la fuerza.
- Atmit, Muk o Adja, también de Etiopía, es una versión más líquida de las gachas de genfo, para beber, a menudo mezclada con mantequilla clarificada y especiada, leche y miel, o sola con una pizca de sal. Es popular en la época de lluvias y para devolver la salud a los enfermos.
- El ‘’besso’’, elaborado con cebada tostada y molida, es un tentempié muy popular entre los viajeros en Etiopía y, en la antigüedad, entre los soldados de infantería. El polvo se mezcla con un poco de agua, sal y chile en polvo para hacer un tipo de pan espeso que se utiliza como merienda o se mezcla con más agua o leche y miel para beber. Los Gurage y otras tribus del sur de Etiopía fermentan el besso durante unos días con agua y un poco de azúcar, le añaden una pizca de sal y chile en polvo y lo beben como alimento fortificante y energético en una bebida.

## Nota

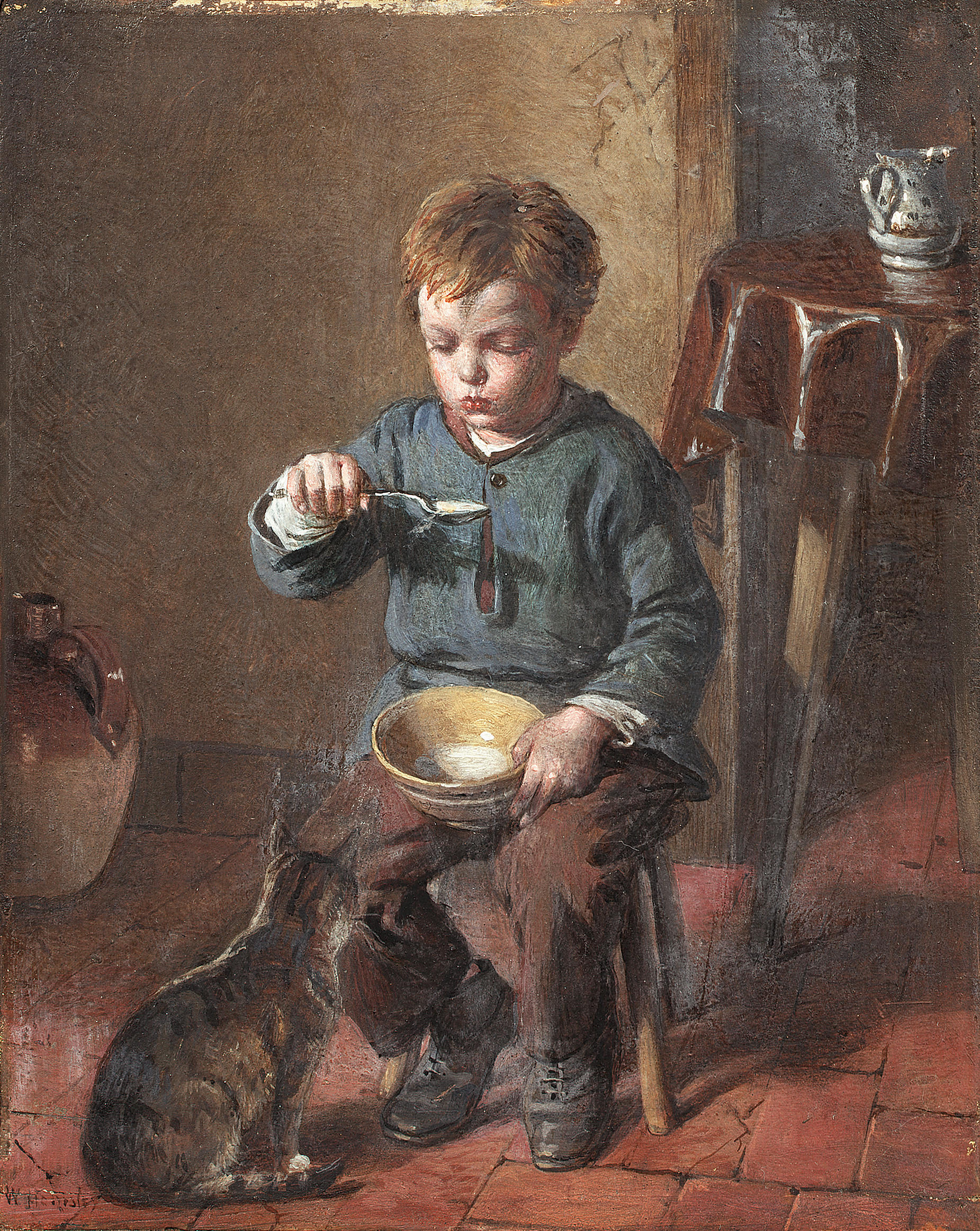
William Hemsley (1893)

1. ↑  Para esta acepción, se utiliza exclusivamente el plural.[1]